# Miconia chaetodon
Miconia chaetodon är en tvåhjärtbladig växtart som beskrevs av Charles Victor Naudin. Miconia chaetodon ingår i släktet Miconia och familjen Melastomataceae.
Artens utbredningsområde är Venezuela. Inga underarter finns listade i Catalogue of Life.